# Cratere Burckhardt
Burckhardt è un cratere lunare di 54,36 km situato nella parte nord-orientale della faccia visibile della Luna.
il cratere è dedicato all'astronomo tedesco Johann Karl Burckhardt.

## Crateri correlati
Alcuni crateri minori situati in prossimità di Burckhardt sono convenzionalmente identificati, sulle mappe lunari, attraverso una lettera associata al nome.
| Burckhardt | Coordinate            | Diametro (in km) |
| ---------- | --------------------- | ---------------- |
| A          | 30°24′00″N 58°28′48″E | 35,08            |
| B          | 29°55′48″N 60°12′00″E | 11,14            |
| C          | 31°36′N 59°00′E       | 6,13             |
| E          | 30°34′12″N 55°33′00″E | 37,46            |
| F          | 31°21′00″N 57°06′36″E | 45,02            |
| G          | 32°02′24″N 57°29′24″E | 7,56             |